# Señorío de La Guardia

Escudo de La Guardia, municipio a donde pertenece el Señorío.

El señorío de La Guardia fue un señorío jurisdiccional español perteneciente a las casas de Haro y de Messía.
Su nombre se refiere al municipio de La Guardia de Jaén, en la provincia de Jaén.
El señorío de La Guardia fue fundado por una rama segunda de la Casa de Haro, originada en Lope Ruíz de Haro «el Menor» o «el Chico», primer caudillo del Reino de Jaén, I señor de La Guardia y Bailén, hijo mayor del segundo matrimonio de Diego López II de Haro "el Bueno", V señor de Vizcaya, con Toda Pérez de Azagra, a su vez hija de Pedro Ruiz de Azagra, I señor de Albarracín, y de su esposa Toda Pérez de Arazuri, hija de los señores de Tudela). Fue apodado «el Menor» o «el Chico» para diferenciarlo de su medio-hermano homónimo Lope II Díaz de Haro «Cabeza Brava», VI señor de Vizcaya.

## Historia del señorío
Antes del año 1331, el Castillo de La Guardia pertenecía al Concejo de Jaén y sus términos eran realengo de la Corona de Castilla. Es en este año cuando aparece en posesión del ya III Señor de La Guardia, Lope Ruíz de Baeza quien funda mayorazgo en ella en 1340.

### Casa de Haro
Lope Ruíz de Haro «el menor», I Señor de La Guardia, casó con Berenguela González de Girón cuya descendencia fue un varón: Ruy López de Haro (también se puede encontrar como Rui), que fue II señor de La Guardia.

Fue muy valido del Rey Santo, y hállase haberle heredado en el Algarbe de Baeza y héchole merced de las villas de Bailén y de Laguardia y de unas casas en Jaén, que hoy son del conde de Villar y de los marqueses de la Guardia sus sucesores por vía de Don Lope el chico o el menor, su hijo.

Ruy López de Haro, II Señor de La Guardia casó con Sancha Pérez (o Jofre) Tenorio y fruto de la unión nace Lope Ruíz de Baeza y Haro, nacido en 1290 y también llamado Lope Ruíz de Haro, por el cual se llega a la casa Ruíz de Baeza y Haro.

#### Casa Ruíz de Baeza y Haro
Lope Ruíz de Baeza, III Señor de La Guardia y nieto de Lope Ruíz de Haro «el menor», I señor de La Guardia, funda mayorazgo en ella en 1340 que hereda Juan Ruíz de Baeza, ricohombre de Castilla, IV Señor de La Guardia y Bailén. Este se casó con Teresa de Haro teniendo dos hijos, Juan Alonso de Baeza y Lope Díaz de Baeza (y Haro).
El menor de ellos, Lope Díaz de Baeza, hereda el señorío siendo el V Señor de La Guardia, además de Torrebermeja y Torremocha entre otros títulos. A finales del siglo XIV, le es despojado por Enrique II de Trastámara, al tomar posición por Pedro I el Cruel en la guerra que enfrentó a los dos hermanastros. El señorío es confiscado y queda bajo la tutela de Pedro Ruíz (o Ruyz) de Torres (Adelantado de Cazorla).
El hecho de que Lope Díaz de Baeza estuviera casado con Urraca Fernández de Córdoba, de la Casa de Aguilar y de Montilla, en Córdoba (linaje del Gran Capitán), fuerza que su suegro, el ricohombre VI Señor de Aguilar y Montilla Gonzalo Fernández de Córdoba, interceda ante el rey tras lo cual el señorío le es restituido a la familia de Lope Díaz.
El matrimonio solo tiene dos hijas, María García de Baeza y Juana Ruíz de Haro. Cuando Lope muere, le sucede la mayor, María, pero no puede heredar el título pues es varonía y sólo podían heredarlo hijos varones. Una vez más el señorío queda sin dueño, caso en el cual volvería a ser propiedad de la Corona.
Argote de Molina en su Nobleza de Andaluzia, no tiene más datos del señorío en este tiempo pero parece ser que el padre de Urraca intercede de nuevo ante el rey para que, por real orden del 20 de mayo de 1374, le sea restituido a la familia en favor de Ruy González Mesía (o Ruíz González Mexía), yerno de este casado con Leonor Carrillo y señor del Palacio de La Aragonesa y el Castillo de Guadaxira, gobernador y capitán general de Badajoz

### Casa de Messía Carrillo
Mientras María García de Baeza, hija de Lope Díaz y Urraca Fernández de Córdoba, fue menor disfrutó a través de Ruy González (como consorte) los títulos de su padre, o más bien de su bisabuelo Lope Ruíz, los cuales quiso recuperar cuando fue mayor en 1395.
Se acuerda entonces el matrimonio de María con el primogénito de Ruy González, Diego González Messía, siendo entonces primos hermanos: Leonor Carrillo (esposa de Ruy) y Urraca Fernández de Córdoba (esposa de Lope) eran hijas de Gonzalo Fernández de Córdoba, o lo que es lo mismo, Ruy González, padre de Diego, era cuñado de Lope Díaz de Baeza, padre de María.
A este nuevo favor de la monarquía a este linaje se suma el de la Iglesia cuando, el 11 de enero (3.er Idus de enero) de 1396, el papa Benedicto XIII en Aviñón, aprueba el casamiento dando orden al obispo de Córdoba (Juan Fernández Pantoja) que lo fija para el 8 de abril de ese mismo año.
Nace con este matrimonio, el de María García de Baeza y Diego González Messía, el linaje Messía Carrillo que originaría el futuro marquesado de La Guardia y que aunaría los bienes de dos grandes casas de la nobleza castellana, la de Haro y la de Messía. La sucesión del estado de La Guardia se confirma tras la muerte de Ruy González, cuando Diego recibe el Señorío de acuerdo al privilegio otorgado por Enrique III el 30 de julio de 1408 en Alcalá de Henares en favor de María García de Baeza y Haro, VI Señora de La Guardia.

#### Nuevo mayorazgo en favor de Rodrigo Messía
Hasta la fecha el señorío seguía siendo varonía y estaba en posesión de la VI señora de La Guardia, María García de Baeza y Haro. Así, el 20 de febrero de 1447, se crea nuevo mayorazgo por orden del rey Juan II en favor del hijo de Diego y María, Rodrigo Messía, VII Señor de La Guardia. Ahora, además del señorío de Torrebermeja y Torremocha, se vinculan a la Casa de La Guardia los bienes del antiguo mayorazgo, el que perdió Lope Díaz de Baeza:

[...]las Torres de Martín-Agráz, el castillo y término de la Aragonesa, la torres y casa del castillo de Badajoz, las Dehesas de Alvalá y Pesquera Verde, el castillo y heredamiento del Cortijo y la Torre; el heredamiento de Almacenete y el Lugar del Palacio con jurisdicción y criminal entre otros bienes.

#### Diego de Haro y Rodrigo en la literatura
En Nobleza de Andaluzia de Argote de Molina, se cita en una fecha tan cercana a la de los hechos del romance fronterizo «Romance del Obispo don Gonzalo» como 8 de septiembre de 1414, un pleito del señor de La Guardia, Ruy González Messía, con los vecinos de Jaén en el que se menciona la necesidad de «echar a los Moros de La Guardia». Si la fecha de los hechos del romance es correcta, tan sólo unos diez años después, en 1425, se da la batalla que se narra y en la que aparece Rodrigo Messía Carrillo, futuro VII Señor de La Guardia y su pariente o quizá su padre Diego de Haro, señor consorte de La Guardia.
| Era de mil y quatrocientos y catorze haze concierto con los vezinos de Jaen, que tenian Arboledas, huertas, y heredades en el Rio de Guadaldalla termino de la Guardia sobre el pleyto, que traya con ellos ante Fernan Perez de Calatrava Adelantado mayor de la Frontera por el Rey, en que les pedia, que fuessen a echar a los Moros de la Guardia, y hiziessen fazendera, y pagassen portazgo. Nobleza de Andaluzia, p. 250 (520 digitalizada). | [...] íbase para la Guarda, ese castillo nombrado. Sáleselo a recibir don Rodrigo, ese hijodalgo.[...] Ellos estando en aquesto, llegó don Diego de Haro[...] «Romance del Obispo don Gonzalo» |

## Señores de La Guardia anteriores a la creación del marquesado de La Guardia
- Lope Ruiz de Haro "el Menor", I señor de La Guardia y de Bailén. Casó con Berenguela González Girón, hija de Gonzalo González Girón y de su esposa Teresa Arias Quijada.[3] Le sucedió su quinto hijo:

- Ruy López de Haro, II señor de La Guardia y de Bailén, alcaide mayor de Baeza. Casó con Sancha Jofre Tenorio. Le sucedió su hijo primogénito:[3]

- Lope Ruiz de Baeza y Haro (m. Jaén, 13 de abril de 1340), III señor de La Guardia y de Bailén, caudillo mayor del Reino de Jaén,[7] ricohombre de Castilla. Fundó el mayorazgo de La Guardia en 1340. Casó con Guiomar Ponce de León.[8] Le sucedió su segundo hijo:

- Juan Ruiz de Baeza (m. c. 1358), IV señor de La Guardia y de Bailén,[8] ricohombre de Castilla, frontero del Reino de Jaén. Casó con su prima tercera Teresa de Haro y Saldaña, hija de Alonso López de Haro, último señor de los Cameros de la Casa de Haro, y de su esposa Leonor de Saldaña.[9] Le sucedió su hijo primogénito:

- Lope Díaz de Baeza (m. 1374), V señor de La Guardia y de Bailén. El rey Enrique II le confiscó el señorío y sus demás bienes tras haberse posicionado a favor de su medio hermano, el rey Pedro I de Castilla durante la Guerra de Sucesión del Reino, por lo que el señorío de La Guardia le fue entregado a:[10]

- Pedro Ruiz de Torres, adelantado de Cazorla, VI señor de La Guardia por donación del rey Enrique II. Tras la reconciliación de Lope de Baeza con el rey victorioso Enrique II, este retornó el señorío y villa a su anterior propietario:[11]

- Lope Díaz de Baeza (m. 1374), V y VII señor de La Guardia.[11] Casó con Urraca Alfonso de Córdoba, hija de Gonzalo Fernández de Córdoba, I señor de Aguilar y de Montilla, y de su esposa María García Carrillo.[10] Por no poder sucederle en su casa su única hija —por exclusión de las mujeres en la fundación del mayorazgo—,[11] fue entregado este señorío por el rey Enrique II a:

- Ruy González Messía (m. cerco de Lisboa, 1384), VIII señor de La Guardia, camarero del rey Juan I, comendador de Segura[12] y maestre de la Orden de Santiago durante unos meses en 1384. Casó con Leonor Carrillo, hija de Gonzalo Fernández de Córdoba, señor de Aguilar y hermana de Urraca Alfonso de Córdoba, esposa del V y VII señor de la Guardia.[13] Le sucedió su hijo primogénito:

- Diego González Messía (m. c. 1435), IX señor de La Guardia.[14] Casó con su pariente María García de Haro o de Baeza, quien anteriormente reclamaba los derechos sobre la casa de La Guardia, y cuya filiación exacta aún está siendo debatida.[14] Le sucedió su hijo primogénito:

- Rodrigo González Messía (m. 1463), X señor de La Guardia.[15] Casó con Mencía de Guzmán, hija de Luis González de Guzmán, señor de Andújar, maestre de la Orden de Calatrava, y de su esposa Inés de Torres, hija de Pedro Ruiz de Torres, adelantado de Cazorla,[15] quien también fue VI señor de La Guardia. Este matrimonio recibió licencia para fundar un nuevo mayorazgo el 20 de febrero de 1447, permitiendo así la sucesión femenina de su hija segundogénita:

- Inés Messía de Guzmán (m. 1518), XI señora de La Guardia.[15] Casó, en 1450, con su primo Gonzalo Messía y Carrillo, VII señor de Santa Eufemia y El Viso, El Guijo y Torrefranca,[16] regidor de Baeza, comendador de Pozuelo y Socuéllamos en la Orden de Calatrava, hijo de Gonzalo Messía Carrillo, VI señor de Santa Eufemia, y de su esposa Beatriz Venegas.[16] Le sucedió su primogénito:

- Rodrigo Messía Carrillo de Guzmán (m. Santa Eufemia, 11 de febrero de 1536), XII señor de la Guardia y VIII señor de Santa Eufemia, El Viso, El Guijo y Torrefranca así como I señor del mayorazgo del Castillo de Madroñiz.[17] Casó, en 1475, con María Ponce de León, hija natural de Rodrigo Ponce de León, I duque de Cádiz y III conde de Arcos, y de Inés Ximénez de la Fuente.[18] Su hijo primogénito, Pedro Ponce de León, a quien su padre declaró sucesor en el mayorazgo, renunció sus derechos sobre ambos señoríos y le sucedió su hermano:[19]

- Rodrigo Messía Carrillo y Ponce de León (m. 1558), XIII señor de La Guardia[20] y X señor de Santa Eufemia.[21] Casó, el 17 de junio de 1509, con Mayor de Fonseca y Toledo, señora de Villasbuenas, Torralba y Avedillo, hija de Alonso de Fonseca y Avellaneda, III señor de Coca y Alejos, hermano de Juan Rodríguez de Fonseca), y de su esposa María Álvarez de Toledo,[21] hija de los I condes de Oropesa). Le sucedió su primogénito:[22]

- Gonzalo Messía Carrillo y Fonseca (m. 1566), XIV señor[23] y I marqués de La Guardia (1566),[24] y XI señor de Santa Eufemia. Casó, en 1525, con Ana Manrique de Lara y Manrique,[25] dama de la emperatriz Isabel, hija de Pedro Manrique de Lara y Fajardo VI conde de Paredes de Nava y de su esposa Inés Manrique de Lara.[24] hija de los II marqueses de Aguilar de Campoo). Le sucedió su primogénito, el II marqués de La Guardia, con igual sucesión en los condes de Santa Eufemia).